# Happiness (chanson d'Alexis Jordan)
Pour les articles homonymes, voir Happiness.
Singles de Alexis Jordan
Good Girl
(2011)
Pistes de Alexis Jordan
Good Girl
(2)
Happiness est une chanson de l'artiste américaine Alexis Jordan sortie le 7 septembre 2010. 1er single extrait de son premier album studio éponyme Alexis Jordan (2011). La chanson reprend la chanson du DJ canadien Deadmau5 Brazil (2nd Edit), extrait du 3e album studio Random Album Title (2008) : soit 2 ans après la sortie du titre original.
La chanson est produite par Stargate.
Aux États-Unis, le single se classe numéro un du classement Hot Dance Club Songs offrant à la chanteuse son premier numéro un. Le single se classe également dans le top 5 dans de nombreux pays notamment au Royaume-Uni et en Australie, et la première place aux Pays-Bas et en Norvège.

## Format et liste des pistes
- Téléchargement de musique[1]

1. "Happiness" – 4:03

- Royaume-Uni et Irlande numérique EP[2]

1. Happiness – 4:03
2. Happiness (Michael Woods Remix) – 7:42
3. Happiness (Wideboys Club Mix) – 5:35
4. Happiness (Dave Audé Club Mix) – 8:38

- États-Unis Remixes EP[3]

1. "Happiness" (Jump Smokers Extended Mix) – 4:12
2. "Happiness" (Wideboys Club Mix) – 5:35
3. "Happiness" (Dave Audé Club Mix) – 8:38

- Australie et Nouvelle-Zélande numérique EP[4]

1. "Happiness" – 4:03
2. "Happiness" (Wideboys Radio Edit) – 4:08
3. "Happiness" (Jump Smokers Radio Edit) – 3:47

- Allemagne CD single

1. "Happiness" – 4:03
2. "Happiness" (Dave Audé Radio Edit) – 4:19

- Happiness (Dave Audé Remix) [Radio Edit] - Single

1. Happiness (Dave Audé Remix) [Radio Edit] - 3:24

## Classement et certifications
| Classement (2010–2011)                      | Meilleure position |
| ------------------------------------------- | ------------------ |
| Allemagne (Media Control AG)                | 57                 |
| Australie (ARIA)                            | 3                  |
| Belgique (Flandre Ultratop 50 Singles)      | 3                  |
| Belgique (Wallonie Ultratop 50 Singles)     | 9                  |
| Europe Hot 100 Singles                      | 13                 |
| Irlande (IRMA)                              | 31                 |
| Pays-Bas (Nederlandse Top 40)               | 1                  |
| Nouvelle-Zélande (RMNZ)                     | 8                  |
| Norvège (VG-lista)                          | 1                  |
| Pologne (ZPAV)                              | 2                  |
| Pologne (Dance Top 50)                      | 19                 |
| Écosse (OCC)                                | 4                  |
| Suisse (Schweizer Hitparade)                | 44                 |
| Royaume-Uni (UK Singles Chart)              | 2                  |
| États-Unis Hot Dance Club Songs (Billboard) | 1                  |

| Classement (2010)                           | Position |
| ------------------------------------------- | -------- |
| États-Unis Hot Dance Club Songs (Billboard) | 9        |
| Pays-Bas Dutch Top 40                       | 1        |

| Pays                     | Certifications | Ventes  |
| ------------------------ | -------------- | ------- |
| Australie (ARIA)         | 3 × Platine    | 210 000 |
| Belgique (BEA)           | Or             | 15 000  |
| Nouvelle-Zélande (RIANZ) | Or             | 7 500   |

## Historique de sortie
| Pays             | Date             | Format †                    | Label               |
| ---------------- | ---------------- | --------------------------- | ------------------- |
| États-Unis       | 7 septembre 2010 | Remix EP                    | StarRoc, Roc Nation |
| Irlande,         | 29 octobre 2010  | Main version, extended play | Sony Music          |
| Royaume-Uni,     | 29 octobre 2010  | Main version, extended play | Sony Music          |
| Australie        | 10 décembre 2010 | Extended play               | Sony Music          |
| Nouvelle-Zélande | 10 décembre 2010 | Extended play               | Sony Music          |
| Japon            | 2 janvier 2011   | Téléchargement numérique    | Sony Music          |
| Allemagne        | 18 mars 2011     | CD single                   |                     |
| Allemagne        | 15 juillet 2011  | CD single (Dave Audé Mix)   |                     |

- † Toutes les sorties sont sous forme numérique dans ce pays.